# Cottage Life
Pour les articles homonymes, voir Bold.
Cottage Life (anciennement, Country Canada et Bold) est une chaîne de télévision canadienne spécialisée de catégorie A de langue anglaise appartenant à Blue Ant Media (en) et diffuse des émissions dramatiques, comédies, arts, cultures et sports.

## Histoire
Après avoir obtenu une licence auprès du CRTC en 2000 pour le service numérique de catégorie 1 Land and Sea « destiné aux populations rurales canadiennes et consacré à la programmation d’émissions originales traitant des réalités rurales » Corus Entertainment (70 %) et la Société Radio-Canada (30 %) ont lancé le service le 4 septembre 2001 sous le nom de Country Canada, basé sur le titre de l'émission de télévision diffusée sur le réseau CBC. Le 1er novembre 2002, Corus vend ses parts à Radio-Canada, qui adopte le logo générique. La programmation s'éloigne de la programmation rurale et présente des dramatiques canadiennes et britanniques qui n'ont aucun lien avec le milieu rural, ainsi que des sports amateurs tels que le ski alpin, curling, snowboard, et l'équipe nationale de soccer. Le service s'identifie comme un second service de divertissement général de Radio-Canada.

Logo de bold (2008-2013)

Le 27 mars 2008, la chaîne est renommée bold afin de mieux refléter la direction de la programmation.
En 2010, le CRTC demande à Radio-Canada d'effectuer des modifications à sa grille horaire afin d'inclure « des émissions qui reflètent la vie réelle dans les régions rurales du Canada », mais a réussi un an plus tard à faire retirer cette restriction des conditions de licence.
Le 3 juin 2010, la chaîne est lancée en haute-définition.
Après que le Gouvernement du Canada a annoncé une coupure de 10 % du budget de la Société Radio-Canada sur trois ans, la Société annonce le 4 avril 2012 la mise en vente de la chaîne sous prétexte que « les conditions de licence de la chaîne ne s’intègrent plus à la stratégie de la Société et ne complètent plus nos autres créneaux de programmation ».
Blue Ant Media a annoncé le 17 août 2012 son intention d'acquérir la chaîne. La demande a été approuvée par le CRTC le 16 novembre 2012.
En avril 2013, Blue Ant Media annonce le lancement de la chaîne Cottage Life pour l'automne 2013, même si elle possède sa propre licence, puis Blue Ant confirme que bold devient Cottage Life le 4 septembre 2013. Sa programmation est constituée de quelques émissions produites pour les autres chaînes de Blue Ant Media tels que travel+escape, Oasis HD et eqhd.

## Programmation
- Aviators
- BBQ Crawl
- Buying Alaska
- Canada Over the Edge
- Compete to Eat
- Cottage Life Television
- Epic
- The Fabulous Beekman Boys
- Farm Kings
- Fishing Adverturer
- Hope for Wildlife
- My Retreat
- Operation Unplugged
- Paddling Bryans
- A Park for All Seasons
- Rebel Without a Kitchen
- Selling Big